# Carboneras, Veracruz
Carboneras är en ort i Mexiko.   Den ligger i kommunen Las Minas och delstaten Veracruz, i den sydöstra delen av landet, 210 km öster om huvudstaden Mexico City. Carboneras ligger 1 602 meter över havet och antalet invånare är 185.
Terrängen runt Carboneras är kuperad åt sydväst, men åt nordost är den bergig. Runt Carboneras är det ganska tätbefolkat, med 160 invånare per kvadratkilometer. Närmaste större samhälle är Atzalan, 13,7 km nordväst om Carboneras. I omgivningarna runt Carboneras växer i huvudsak blandskog.